# 鹅公镇
鹅公镇，是中华人民共和国江西省赣州市定南县下辖的一个乡镇级行政单位。

## 行政区划
鹅公镇下辖以下地区：
圩镇社区、田心村、留畲村、高湖村、大凤村、留坑村、镇田村、水邦村、乐田村、塘唇村、岸口村、大赛村、木杨村、瑶田村、杨坑村、莲塘村、穆湖村、企坝村、柱石村、早禾村、新村、白沙村和上桂村。